# Кровь невинных младенцев
«Кровь невинных младенцев» (англ. Blood Of The Innocent; пол. Anioł śmierci — фильм режиссёра Боба Мисиоровски.

## Сюжет
Действие фильма разворачивается в Чикаго. Убит полицейский и его брат идёт по следу убийц. Он добирается до Польши, где обнаруживает, что в этом замешана русская мафия. В Варшаве похищают русских, для продажи их внутренних органов. Брату убитого удаётся отомстить, но он не останавливается на этом.

## В ролях
- Рутгер Хауэр — Доктор Лем
- Томас Иан Гриффит — Фрэнк Вушарски
- Артур Жмиевский
- Иоанна Тшепециньская
- Джон Рис-Дэвис
- Витольд Дембицкий
- Анджей Зелиньский
- Леон Немчик

## Съёмочная группа
- Режиссёр: Боб Мисиоровски
- Композитор: Владимир Хорунжи
- Монтаж: Ален Якубович
- Продюсеры: Анатолий А. Фрадис, Джозеф Ньютон Коэн, Тревор Шорт
- Исполнительные продюсеры: Дэнни Димборт, Ави Лернер, Дэнни Лернер